# Alexandra Sorina

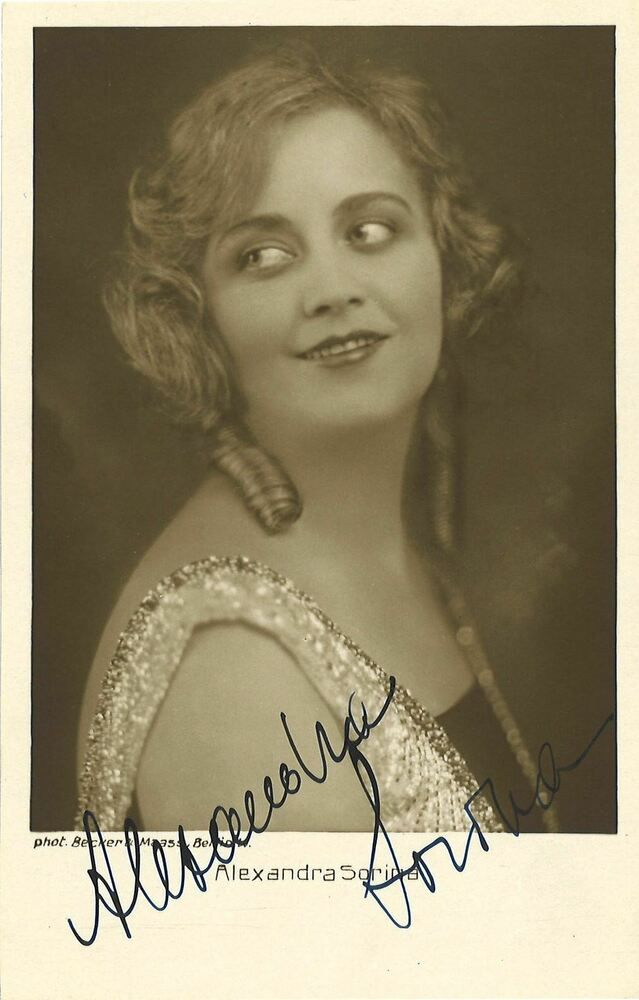
Alexandra Sorina

Alexandra Sorina, russisch Александра Зорина, gebürtig Alexandra Cwickiewitsch (* 5. Septemberjul. / 17. September 1899greg. in Baranowitschi, Russisches Kaiserreich; † 31. Mai 1973 in San Rafael, Kalifornien, USA) war eine russische Schauspielerin.

## Leben
Die gebürtige Weißrussin Alexandra Cwickiewitsch, ältestes von vier Geschwistern, wollte eigentlich Konzertpianistin werden, studierte aber inmitten des Ersten Weltkriegs auf Wunsch der Mutter in Sankt Petersburg Zahnmedizin. 1917 floh die Familie vor den Revolutionswirren nach Polen, wo die junge Zahnärztin eine Praxis eröffnete. In Warschau wurde die attraktive Exilantin von einem Filmstudio angesprochen und gefragt, ob sie nicht Lust habe, als Filmschauspielerin zu arbeiten. Daraufhin wurde die UFA auf die Nachwuchskünstlerin aufmerksam und holte sie unmittelbar nach Kriegsende nach Berlin.
Im deutschen Film der 1920er Jahre machte sie als Alexandra Sorina rasch Karriere und spielte (zum Teil tragende) Rollen an der Seite renommierter Kollegen wie Harry Liedtke, Reinhold Schünzel, Emil Jannings, Asta Nielsen, Lionel Barrymore und Conrad Veidt. Letzter war ihr Partner in ihrem wohl bedeutendsten und bekanntesten Film, der österreichischen Produktion Orlac’s Hände, einem Klassiker des Phantastischen Kinos. Der Übergang zum Tonfilm – sie war nur mit dem Part einer Hofdame in Adolf Trotz’ Rasputin-Film zu sehen – gelang Alexandra Sorina kaum, und nach der Heirat mit dem exilrussischen Filmproduzenten Serge Otzoup verließ sie 1932 das Filmgeschäft.
Während sich ihr Gatte 1939 nach Spanien begab, blieb Alexandra Sorina mit ihrer Familie in Berlin und verdingte sich als Übersetzerin und Titelautorin ausländischer Filme. 1943 ausgebombt, verließ Alexandra Sorina die Reichshauptstadt und fand sich schließlich 1945 in einem Flüchtlingslager nahe Kassel ein. In den Folgemonaten kehrte sie kurzzeitig zur Schauspielerei zurück und ging mit einem Puschkin-Stück auf Theatertournee durch die Westzonen. Weitere zwei Jahre später, 1947, versuchte sie sich und ihre Familie mit kleineren Tätigkeiten als Feldarbeiterin und Pflückerin in den rheinischen Weinbergen über Wasser zu halten.
1949 übersiedelte sie schließlich in die USA und ließ sich in San Francisco nieder. Dort jobbte Alexandra Sorina als Kindermädchen, Küchenhilfe im Krankenhaus und zuletzt als Bedienerin einer Etikettiermaschine.

## Filmografie
- 1919: Das Karussell des Lebens
- 1922: Peter der Große
- 1923: Der Geldteufel
- 1924: Das Haus am Meer
- 1924: Die Perlen des Dr. Talmadge
- 1924: Die malayische Dschonke
- 1924: Orlac’s Hände
- 1925: Vyznavaci slunce
- 1925: Das Geheimnis der alten Mamsell
- 1925: Die Frau mit dem schlechten Ruf
- 1925: Der Herr Generaldirektor
- 1925: Die Zirkusprinzessin
- 1927: Hanicko, co s tebou bude ?
- 1928: Rasputins Liebesabenteuer
- 1928: Die schönste Frau von Paris
- 1932: Rasputin